# Bereza Kartuska (Gefängnis)

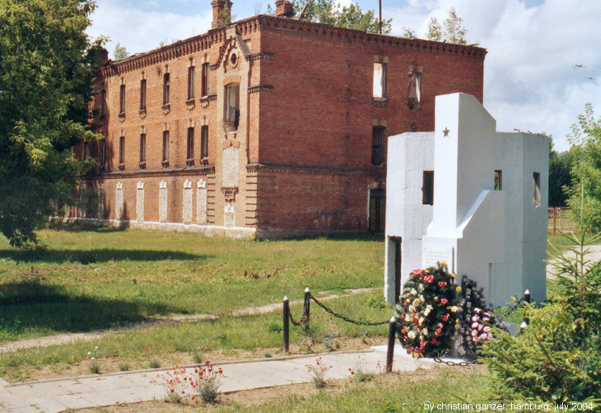
Ein sowjetisches Monument aus dem Jahr 1962 auf dem ehemaligen Lagergelände, im Hintergrund sind die Ruinen des ehemaligen Verwaltungsgebäudes zu sehen

Das Gefangenenlager in Bereza Kartuska (poln. Miejsce Odosobnienia w Berezie Kartuskiej) war ein Lager zur Isolierung politischer Häftlinge in Polen, die in den Jahren 1934 bis 1939 gewirkt hatten. Es befand sich in Bereza Kartuska in der ehemaligen Woiwodschaft Polesien und heute in Belarus. 

## Geschichte des Lagers
Das Lager wurde am 12. Juli 1934 mit der Anordnung des Staatspräsidenten Ignacy Mościcki eröffnet. Hier sollten Menschen, die die Sicherheit und öffentliche Ordnung gefährden, inhaftiert werden.
Die Idee für das Lager hatte der Premierminister Leon Kozłowski, dessen Idee von Józef Piłsudski akzeptiert wurde. Gesetze erlaubten damals den Bau mehrerer solcher Lager, doch es wurde nur das eine in der Bereza gebaut. Das Lager war im Gebäude der alten Zarenkaserne untergebracht.
Das Objekt hatte offiziell den Namen Ort der Isolation. Hier wurden Menschen inhaftiert, deren Tätigkeit und Verhalten als sicherheitsgefährdend, als Störung des Friedens oder der öffentlichen Ordnung galten. Hauptgrund für die Gründung des Lagers waren jedoch Attentate der Organisation Ukrainischer Nationalisten auf polnische Politiker, wie die Erschießung des polnischen Innenministers Bronisław Pieracki 1934. Vor allem dessen Ermordung bildete den Anlass zu einem radikaleren Vorgehen des Sanacja-Lagers gegen die politische Gegner im Land.
Das Lager funktionierte bis zum Ende der Zweiten Polnischen Republik, bis es während der sowjetischen Besetzung Ostpolens durch die sowjetischen Truppen eingenommen und aufgelöst wurde.

## Inhaftierte
Die ersten Inhaftierten waren Mitglieder des Nationalradikalen Lagers (Zygmunt Dziarmaga, Władysław Chackiewicz, Jan Jodzewicz, Edward Kemnitz, Bolesław Piasecki, Mieczysław Prószyński, Henryk Rossman, Włodzimierz Sznarbachowski und Bolesław Świderski). Außerdem wurden in der Bereza Anhänger der Organisation Ukrainischen Nationalisten, Kommunistischen Partei Polens und Polnischen Sozialistischen Partei inhaftiert. 
Die normale Inhaftierungszeit betrug drei Monate. Das Ziel der Inhaftierung waren die psychische Demotivation und Zerstörung.
Zu Beginn des Zweiten Weltkrieges wurden hier viele Vertreter der deutschen ethnischen Minderheit Polens, ohne Anklage, inhaftiert.

## Sport
Den Sport leiteten Polizisten oder Instruktoren, die sich aus kriminellen Gefangenen rekrutierten. Die Instruktoren waren oft strenger und gemeiner als die Polizisten, weil sie sich einen Namen machen wollten. Der Sport wurde sieben Stunden am Stück ohne Pause durchgeführt. Das Ziel der sportlichen Übungen war das Erreichen der maximalen Müdigkeit.

## Toilettengang
Auch beim Toilettengang hatten es die Gefangenen mit einer schweren Tortur zu tun. So durften die Gefangenen nur zu bestimmten Zeiten einmal am Tag innerhalb weniger Sekunden auf die Toilette gehen.
Wer sich nicht entleeren konnte, musste unter Druck das Programm des ganzen Tages mitmachen.

## Arbeit
Zur Arbeit gehörte unter anderem das Putzen der Abwasserrohre mit einem kleinen Lappen. Bis zum nächsten Essen durfte man die Hände zwischenzeitlich nicht waschen.
Als härteste Arbeit wurde das Pumpen des Wassers empfunden.
Die Gerätschaften waren so angebracht, dass die Gefangenen in Beugeposition arbeiten mussten. Ebenfalls wurden Nonsensarbeiten wie das Graben und Zuschütten von Löchern sowie der Hin- und Rücktransport von Steinen angeordnet. Für Fehler bei der Arbeit bekamen die Gefangenen 5 bis 50 Schläge mit der Peitsche ins Gesicht.

## Revisionen
Nachts machte man Revisionen, bei denen sich alle Gefangenen ausziehen mussten und durch den Gang zu einem der Räume rennen mussten. Während dieser Aktionen schlug man sie mit Knüppeln.

## Tagesablauf
Aufstehzeit war um 4 Uhr in der Frühe. Eine halbe Stunde später gab es Frühstück, ungesüßter Weizenkaffee oder Żurek und 400 Gramm dunkles Brot. Um 6:30 Uhr begannen die Arbeit oder Sportgymnastik, welche bis 11:00 Uhr dauerten.
Das Mittagessen bekam man um 12:00 Uhr. Es bestand aus heißer Flüssigkeit ohne Fett und einer Portion Kartoffeln. Nach dem Mittagessen führte man die Arbeit oder Gymnastik weiter.
Das Abendessen bekam man um 17:00 Uhr. Es gab das Gleiche zu essen wie beim Frühstück. Die Vorbereitungen zum Schlaf begannen um 18:30 Uhr.
Die Essensrationen waren ungenügend, weshalb die Gefangenen nicht satt wurden. Essenspakete der Familien erlaubte man nicht. 
Die Häftlinge kamen mit ihrer eigenen Kleidung ins Lager. Diese begann schon nach kurzer Aufenthaltsdauer, grässlich zu stinken, da sie nicht gewaschen werden durfte. Außerdem gingen manche Kleidungsstücke oftmals schon während des ersten Aufenthaltsmonats kaputt.

## Gesundheitliche Versorgung
Die gesundheitliche Versorgung und der Schutz vor Krankheiten waren mangelhaft. Die Häftlinge litten überwiegend an Arthritis und chronischen Entzündungen.